# Лисохвост равный
Лисохвост равный (лат. Alopecurus aequalis) — вид травянистых растений рода Лисохвост (Alopecurus) семейства Злаки (Poaceae).

## Описание
Одно-, дву- или малолетние, рыхлодерновинные, зеленовато-сизые или сизовато-зеленые растения, (10) 15—30 (70) см высотой. Корни тонкие, мочковатые. Стебли многочисленные, в центре дерновины прямостоячие, по краям — почти лежачие или коленчато-приподнимающиеся, нередко укореняющиеся в узлах, 1—3 мм толщиной. Листья плоские, узколинейные, длиннозаостренные, снизу голые, сверху и по краям слабошероховатые, до 9 см длиной, (1,5) 2—4 (5) мм шириной. Влагалища гладкие, верхние несколько вздутые. Язычки суженно-продолговатые, (2) 3—4 (5) мм длиной.
Общие соцветия — густые, узкоцилиндрические, колосовидные метелки (1,5) 2—5 (8) см длиной, 3—5 мм шириной. Колоски одноцветковые, эллиптические, (1,7) 2—2.6 (3) мм длиной, собраны по 2—11, располагаются на коротких, прижатых к главной оси, веточках. Колосковые чешуи сросшиеся только у основания, сплюснутые с боков, ланцетовидные, 2—2,5 мм длиной, килеватые, по килю и по краям реснитчатые, с 2 зелеными, коротко-прижатоволосистыми жилками, на верхушке тупые или округлые, верхушки параллельные или почти сходящиеся, по краям широкопленчатые. Нижние цветковые чешуи широколанцетные, голые, туповатые, 2—2,2 мм длиной, с прямой остью, выходящей из середины спинки. Молодые пыльники светложелтые, старые темнооранжевые, округлые или округло-овальные, (0,4) 0,5—0,8 (1) мм длиной. Зерновки 0,8—1 мм длиной.
Цветение в июне-сентябре. 2n = 14.